# Velika nagrada Luksemburga
Velika nagrada Luksemburga je bila dirka svetovnega prvenstva Formule 1, ki je bila prirejena le dvakrat, v sezonah 1997 in 1998. Odvijala se je na progi Nürburgring, ki se nahaja v Nemčiji in leži približno 80 kilometrov od Luksemburga. Ime dirke je bilo izbrano, ker je dirka za Veliko nagrado Nemčije v teh dveh sezonah potekala na progi Hockenheimring.

## Zmagovalci
Roza ozadje označuje dirke, ki niso štele za prvenstvo Formule 1.
| Leto | Dirkač             | Konstruktor      | Dirkališče  | Poročilo |
| ---- | ------------------ | ---------------- | ----------- | -------- |
| 1998 | Mika Häkkinen      | McLaren-Mercedes | Nürburgring | Poročilo |
| 1997 | Jacques Villeneuve | Williams-Renault | Nürburgring | Poročilo |
| 1952 | Les Leston         | Cooper           | Findel      | Poročilo |
| 1951 | Alan Brown         | Cooper-Norton    | Findel      | Poročilo |
| 1950 | Alberto Ascari     | Ferrari          | Findel      | Poročilo |
| 1949 | Luigi Villoresi    | Ferrari          | Findel      | Poročilo |